# 2007年亞洲冬季運動會冬季兩項比賽-女子4×6公里
2007年亞洲冬季運動會的冬季兩項項目中的女子4×6公里小項於2月2日在北大湖滑雪場舉行。
| 排名 | 國籍 | 成績      |
| ---- | ---- | --------- |
| 1    | 中国 | 1:29:03.1 |
| 2    |      | 1:32:26.0 |
| 3    | 日本 | 1:34:51.3 |
| 4    |      | 1:41:51.3 |